# Laaser Berge
Die Laaser Berge sind eine Gebirgsgruppe der nördlichen Ortler-Alpen im Vinschgau in Südtirol. Begrenzt werden sie vom oberen Etschtal im Norden, dem Suldental im Westen und dem Martelltal im Osten. Sie sind zur Gänze im Nationalpark Stilfserjoch unter Schutz gestellt.
Die Gebirgsgruppe löst sich an der Suldenspitze (3376 m s.l.m.) bzw. dem darunter befindlichen Eisseepass (3150 m) vom Ortler-Hauptkamm Richtung Norden und findet an der Eisseespitze (3243 m) ihren ersten Gipfel. Es folgen in der Kette die Butzenspitze (3302 m), Madritschspitze (3265 m), Hintere Schöntaufspitze (3325 m), Innere Pederspitze (3309 m), Plattenspitze (3422 m) und Schildspitze (3461 m). An der Schildspitze verzweigen sich die Laaser Berge in zwei Kämme, die das Laaser Tal (und in seinem Talschluss den Laaser Ferner) umschließen. Der zunächst direkt weiter nach Norden führende Kamm weist mit der Vertainspitze (3545 m) und dem Hohen Angelus (3521 m) die beiden höchsten Gipfel der Laaser Berge auf und verzweigt sich hinter der Hochofenwand (3431 m) sowie dem Kleinen Angelus (3318 m) selbst wieder in mehrere kurze Kämme, in denen unter anderem die Tschenglser Hochwand (3375 m), das Hintere Schöneck (3128 m) und der Pederfick (3114 m) aufragen. In dem von der Schildspitze nach Nordosten strebenden Kamm (auch Laas-Marteller Kamm genannt) erheben sich unter anderem Mittlere Pederspitze (3462 m), Äußere Pederspitze (3406 m), Lyfispitze (3352 m) und Schluderspitze (3230 m), ehe er mit der den Anblick des mittleren Vinschgaus dominierenden Laaser Spitze (3305 m) und der Jennwand (2962 m; bekannt als Abbaustätte des Laaser Marmors) seinen Abschluss findet.
Schutzhütten im Gebiet der Laaser Berge sind Düsseldorfer Hütte, die Schaubachhütte, die Zufallhütte und die Obere Laaser Alm. 